# ایکی نستور
ایکی نستور (استونیایی: Eiki Nestor؛ زادهٔ ۵ سپتامبر ۱۹۵۳) سیاستمدار اهل استونی است. وی از سال ۲۰۱۴ تا ۲۰۱۹ رئیس مجلس استونی و از ۱۹۹۹ تا ۲۰۰۲ وزیر امور اجتماعی استونی بود.